# 전후 일본
전후 일본(일본어: 戦後日本 센고니혼[*])은 1945년 9월 2일 포츠담 선언 이후 현대 일본의 역사를 가리키는 부분이다. 포츠담 선언의 발효에 따라 일본에서 GHQ의 통치가 시작되면서, 일본 제국(日本帝國)은 사실상 해체되었으며, 식민지였던 한반도는 미국과 소련에 의해 분할 점령되고, 타이완섬은 1945년 10월 25일 중화민국에 반환되었다. GHQ가 점령한 시기를 일본에서는 "전후 혼란기"라고 지칭하며, 일본 역사에서 처음이자 마지막으로 외국의 통치를 받은 시기이다.
1947년 5월 3일부터는 민주주의적인 요소를 강화한 일본국 헌법이 시행되었다. 한편 제2차 세계 대전 및 태평양 전쟁을 주도한 일본 제국의 정치가, 군인들은 극동 국제 군사 재판에 회부되어, 이 중 A급 전범 7명이 사형에 처해졌으나 일본 제국의 최고 원수였던 쇼와 천황은 재판에 회부되거나 폐위되지 않았다. 1950년 한국 전쟁의 발발에 따라 일본은 미국의 병참 기지로 변모하였으며, 이 시기의 경제 성장을 일본에서는 "한국 전쟁 특수"라고 부르며, 당시 총리 요시다 시게루는 "일본은 이제 살았다!"는 발언을 남기기도 했다.
또한 1951년 9월 8일 샌프란시스코 강화 조약이 체결되고, 이듬해 발효되어 GHQ의 점령이 끝나, 일본은 완전한 주권을 되찾았다. 그러나 헌법에 따라 국군을 소유하지 못하여 국방권은 자위대와 주일 미군이 대신하고 있으며 이러한 체제는 현재까지 이어지고 있다. 1955년에는 정치적 통합으로 자유민주당이 결성되어, 자유민주당이 38년(1993년까지) 동안 장기 집권하는 55년 체제가 유지되었으며, 1960년에는 일본과 미국 간의 상호 협력 및 안전 보장 조약이 체결되었고, 같은 시기에는 고도의 경제 성장을 이룩하였다. 1964년에는 도쿄에서 하계 올림픽을, 1970년에는 오사카에서 세계 박람회를 개최하였다.
그러나 1980년대 말을 정점으로, 1990년대 초반부터 2000년대 초까지 "잃어버린 10년"이라는 장기 불황을 겪기도 하였다. 2000년대 이후에는 자유민주당의 장기 집권이 끝나, 2009년 이후부터는 민주당이 집권하였다.
현재 총리는 자민당의 기시다 후미오이다.

## 쇼와 시대
전후 쇼와 시대(쇼와 시대 전후, 일본어: 昭和時代戦後)는 일본의 역사에서 1952년 연합군의 일본 점령 종식 이후부터 1989년 쇼와 천황 붕어까지의 시기이다. 강화 후의 일본(일본어: 講和後の日本), 고도경제성장기의 일본(일본어: 高度経済成長期の日本)이라고도 부른다. 이 시기 일본은 세계적인 경제, 정치 강국으로서의 입지를 세웠다.

### 정치
연합국의 점령은 1952년 4월 28일, 샌프란시스코 강화 조약의 조항들이 발효되면서 끝났다. 조약의 조항들에 따라, 일본은 주권을 회복하였으나, 한국, 타이완, 사할린섬 등 제2차 세계 대전 이전의 많은 소유지를 잃었다. 일본은 또한 국제 연맹 위임통치로 다스리던, 마리아나 제도와 마셜 제도 등의 태평양 제도들에의 통제를 상실했다. 새로운 조약은 일본에게 국제적 방위 동맹에 참여할 자유도 주었다. 일본은 샌프란시스코 강화조약에 서명한 그날 이를 실행에 옮겼다: 요시다 시게루 일본 총리와 해리 S. 트루먼 미국 대통령은 미군의 일본 내 기지 사용을 지속하는 것을 허가하는 문서에 서명했다.
일본이 주권을 완전히 회복하기 이전에도, 일본 정부는 전범으로 처벌받은 8만여 명을 집으로 돌려보냈으며, 그 중 많은 이들이 이전의 정계와 정부 내 위치로 돌아왔다. 군비 제한과 천황의 권한에 대한 논쟁이 이어지면서, 전후의 첫 선거(1952년 10월)에서 자유당(自由党) 과반수가 낙선하는 데 영향을 미치게 되었다. 군사력의 재건을 거친 후, 1954년 자위대가 민간의 통제하에 설립되었다. 냉전이라는 현실과 바로 옆 한국에서의 열전은 이 시기의 일본의 미국의 영향을 받은 경제 재건, 공산주의 억제, 노조 활동의 좌절에 지대한 영향을 미쳤다.
정당들의 지속적인 분열과 소수당 정권의 연속은 보수 세력이 자유당을 민주당의 분파인 일본민주당(日本民主党)과 합쳐 1955년 11월에 자유민주당(자민당)을 결성하게 만들었다. 자민당은 1955년부터 1993년 소수당 정권에 의해 교체될 때까지 계속 집권했다. 자민당은 일본의 패전과 점령을 지켜봐온 상류층이 주도했다; 자민당은 전직 관료, 지역 정치인, 기업인, 언론인, 전문직, 농민, 대졸자의 지지를 얻었다. 1955년 10월, 사회주의 단체들이 일본사회당 아래 재결집하고, 제2의 정치 세력으로 떠올랐다. 그 뒤는 근소한 지지율 차이로 1964년 불교 조직인 일련정종에서 창가학회의 정치 조직으로 결성된 공명당이 뒤따랐다. 공명당은 일본의 전통을 강조하며 도시 노동자, 촌락에서의 이주민, 그리고 많은 여성의 지지를 얻었다. 일본사회당과 마찬가지로, 공명당은 일본과 미국 간의 상호 협력 및 안전 보장 조약의 점진적 개정 및 파기를 지지했다.
1970년대 후반, 공명당과 민주사회당(民主社会党)은 상호 협력 및 안전 보장 조약을 수용하고, 민주사회당은 심지어 소규모 군비 증강을 지지하게 되었다. 일본사회당 또한 한때의 강력한 반전 입장을 포기할 수밖에 없었다. 미국은 일본에 국방비를 GNP의 1% 이상으로 증액하라는 압박을 계속하며 국회에서의 많은 논쟁을 낳았지만, 대부분의 반발은 소수 정당이나 여론이 아닌 대장성 관료들에게서 일어났다.
1974년 다나카 가쿠에이 총리가 재무 스캔들에 연루되었다는 의혹으로 인해 사임해야 했고, 1976년에는 록히드 사건으로 인해 잠시 구속 수감되었다.
자민당의 혼란스러운 정치는 1970년대 국회에서의 합의를 가로막았다. 그러나, 1980년 6월 총선 직전 오히라 마사요시 총리의 급사는, 동정표를 유발해 새 총리로 스즈키 젠코가 안정 다수를 얻어 당선되게 했다. 스즈키 총리는 제2차 세계 대전 당시 일본의 침략 행위를 최대한 부인하는 내용의 교과서 제작에 대한 논쟁에 휘말렸다. 이 사건과 재정적 문제는 수많은 자민당 파벌로 구성된 스즈키 내각이 붕괴하게 만들었다.
한때 방위청(防衛庁) 장관을 역임했고, 당시까지도 강력했던 다나카파와 스즈키파에서 거리를 두었던 보수 정치인 나카소네 야스히로는 1982년 11월에 총리가 되었다. 1984년 11월, 나카소네 총리는 자민당 총재에 재선되었다. 내각은 특히나 높은, 첫 임기에서 50%로, 높은 지지를 받았고, 소수 정당들은 매우 낮은 지지를 받았다. 두 번째 임기에서, 나카소네 총리는 국회와 국정에서 강력한 권한을 행사하게 되었다. 다나카 총리는 1983년에 뇌물죄로 유죄를 선고받았으나, 1980년대 초중반에는 당의 비공식 조직을 통해 막후에서 권력을 유지하면서, 그보다 더 국제적인 입장인 나카소네의 조언자로서 계속 영향을 미쳤다. 1987년 10월 나카소네 총리의 임기 종료(두 번째 임기는 2년에서 1년이 더 연장되었다)는 일본 현대사에서 결정적인 시기였다. 나카소네 총리의 퇴임 15개월 전, 자민당은 중의원 512석 중 304석을 확보하면서 예상치 못하게 사상 최대의 의석 수로 과반에 성공했다. 일본 정부는 점차 커지는 위협에 직면하게 되었다. 부동산 가격이 거품 경제로 인해 급등했고, 인플레이션 증가율이 1975년 이후 최고치를 기록했으며, 실업률이 3.2%를 기록했고, 부도가 만연했고, 자민당 주도의 세제 개편으로 인한 정치적 반감도 있었다. 1987년 여름에는 경제적 지표들이 회복의 기미를 보여주었으나, 1987년 10월 20일, 나카소네 총리가 후임으로 다케시타 노보루를 지명한 그날, 도쿄 증권거래소에서 주식시장이 붕괴했다. 일본의 정치적, 경제적 구조는 전후의 발전과 1990년대까지 발생한 상황의 분수령에 이르렀다.

### 경제
자민당 정부는, 통상산업성(通商産業省, 통산성) 등의 기관들을 통해, 해외에서의 일본 산업 발전을 지원하며 해외 기업의 국내 진출을 제한했다. 이러한 관행은, 국방을 미국에 의지하면서 실시되었으며, 일본의 경제가 냉전 당시 기하급수적으로 성장하게 만들었다. 1980년까지, 많은 일본 제품들, 특히 자동차와 전자제품이, 전 세계에 수출되었고, 일본의 제조업 분야는 미국에 이어 세계 2위의 규모였다. 이러한 성장은 1990년대의 불황에도 수그러들지 않았다. 일본 경제는 2000년대 중반에 다시 회복되었다.
도쿄에서의 1964년 하계 올림픽은 국제 무대에서 일본 부활의 상징으로 종종 일컬어졌다: 일본의 전후 발전은 신칸센 고속 철도망 등의 혁신을 통해 보여졌다.
1960년대 중후반의 높은 경제 성장과 정치적 안정은 1973년 석유 수출국 기구(OPEC)의 유가 4배 인상으로 제동이 걸렸다. 석유를 수입에만 의존해 왔기에, 일본은 전후 최초로 불황을 경험하게 되었다.

### 대외 관계
경제력과 세계 경제에서의 중심적 위치에 더하여, 일본은 전후의 대부분 동안 국제 정치에 주요한 영향력을 가졌다.
1950년대는 일본에게 있어, 1956년에 국제 연합에 가입하는 등, 수많은 국가들과 국교를 재개하고 일본의 국제적 역할을 재구성한 기간으로 남았다. 그렇게 전면적으로 재구성된 것들 중 하나는 제2차 세계 대전 중 동맹 관계였던 독일과의 관계로, 1955년 경제적 교류 중심의 새로운 기반이 세워졌다.
전후 일본에서 가장 큰 정치적 위기는 일본과 미국 간의 상호 협력 및 안전 보장 조약의 개정 문제를 두고 벌어졌다. 새로운 상호 협력 및 안전 보장 조약이 조인되자, 미국의 역할이 일본의 군사적 보호자 역할로 재정의되었고, 대규모의 거리 시위와 정치적 격변이 일어났으며, 내각은 국회에서의 조약 비준 한 달 후에 총사퇴했다. 그러고 나서야 정치적 혼란이 가라앉았다. 미국에 대한 일본인의 시선은, 수 년 사이 각각 1968년과 1972년에 일어난 핵무장과 상호 협력 및 안전 보장 조약 반대 시위 이후에, 미국이 점유했던 남방 제도(南方諸島)와 류큐 제도의 일본 반환과 베트남 전쟁 이후의 긴장 완화로 인해 더 나아지게 되었다.
일본은 제2차 세계 대전 이후 중화민국과 국교를 재개했으며, 타이완으로 피신한 국민당 정부와 좋은 관계를 유지했고, 그러한 정책으로 인해 1949년에 수립된 중화인민공화국으로부터 분노를 사게 되었다. 중국과 서방 국가들과의 관계 개선, 특히 1971년 갑작스러운 미국과 베이징의 관계 개선(핑퐁 외교) 이후, 도쿄에서는 1972년 베이징과의 국교를 수립했다. 경제권 내에서의 긴밀한 협력이 그 뒤를 따랐다.
소련과의 관계는 전후에도 문제로 남았지만, 일본과 소련의 공동 성명이, 전쟁을 끝내고 국교를 재개한다는 내용으로, 1956년 10월 19일에 발표되었다. 분쟁의 주요 쟁점은 일본이 북방 영토(北方領土)라고 주장하는 쿠릴 열도 남단의 2개 섬(이투루프와 쿠나시르)과 시코탄 섬 및 하보마이 군도(홋카이도 북동부)로, 이 지역은 제2차 세계 대전 당시 일본의 항복 직후 소련에게 점령되었다.
다나카 가쿠에이 총리 재임 기간 동안(1972–74), 일본은 서서히 국방비를 늘리고 무역 마찰을 줄임으로써 조금 강해지긴 했지만 여전히 저자세를 유지했다. 특히 다나카 내각은 미국, 소련, 중국과의 정상 회담에서 여러 결과를 얻었다. 그의 인도네시아와 타이 방문 당시 오랜 기간 지속된 반일 감정으로 인해 소요가 일어나기도 했다.
나카소네 야스히로 총리와 로널드 레이건 미국 대통령의 상호 방문은 양국 관계 개선에 목적을 두었다. 나카소네 총리의 일본 국방 문제에서의 더 강경한 자세는 그를 미국 관료들 사이에서 유명하게 했지만, 일본이나 아시아 국가들에게는 아니었다. 비록 그의 군비 증강 선호 발언들 중에서, 일본을 "불침항모(不沈空母)"로 정의한 것이나, 일본과 미국이 "운명 공동체(運命共同体)"임을 강조한 것, 일본국 헌법 제9조 개정을 요구한 것은 국내외에서 부정적 반응을 일으켰으나, 1980년대 중반에 자위대와 일본과 미국 간의 상호 협력 및 안전 보장 조약에 대한 수용이 이루어졌다.
미국과의 관계에서의 또다른 문제는, 나카소네 총리의 첫 번째 임기에 정점에 도달한, 일본의 커져가는 무역 흑자였다. 미국은 도쿄에 엔화 가치를 절상하고 미국으로부터의 수입을 활성화하기 위해 더 큰 규모의 시장 개방을 요구하며 일본에게 불균형을 해결하라고 압박했다. 일본 정부가 핵심 산업을 지원하고 보호했기에, 불공정하게 이득을 본다는 비난이 일었다. 일본은 이러한 문제를 해결하기 위해 노력하기로 합의했으나 산업 정책을 보호하고 무역 제한에 있어서의 양보를 꺼려하면서, 미국을 거의 따르지 않았다.

### 문화
일본은 전후 시기, 국내의 많은 지역에서 미군이 흔할 때인 점령기에 들어온 서구화의 경험을 계속했다. 미국 음악과 영화가 유명해지면서, 서양과 일본 모두의 영향에 뿌리를 둔 일본 예술가에게 자극을 주었다.
이 기간 동안, 일본도 문화 수출국으로 떠오르기 시작했다. 전 세계의 젊은이들이 괴수 영화, 아니메, 일본 만화, 그리고 다른 일본 문화들을 소비하기 시작했다. 가와바타 야스나리나 미시마 유키오 같은 일본 작가들은 미국과 유럽에서 유명인사가 되었다. 점령지에서 돌아온 미군 병사들은 기행담과 기념품을 가져갔고, 주일 미군의 다음 세대들은 일본의 무술 등의 문화의 확산에 기여했다.

### 1989년까지의 연표
- 1952년: 4월 28일에 연합군의 점령 종식.
- 1954년: 자위대 창설.
- 1955년: 자유민주당 설립.
- 1956년: 일본이 유엔에 가입.
- 1960년: 일본과 미국 간의 상호 협력 및 안전 보장 조약 개정에 반대하는 파업과 학생 시위가 전국적으로 발생.
- 1964년: 도쿄에서 올림픽 개최. 신칸센 운행 시작.
- 1965년: 한일기본조약 조인. 도모나가 신이치로가 노벨 물리학상 수상.
- 1968년: 핵추진 항공모함 엔터프라이즈가 논란 속에 사세보에 입항. 이타이이타이 병의 위험성이 규명. 남방 제도가 일본에 반환. 가와바타 야스나리가 노벨 문학상 수상. 경찰관으로 위장한 한 남성이 300만 엔(2011년 가치) 상당을 절도.
- 1969년: 일본 대학가에서 대학 정책과 베트남 전쟁에 항의하는 학생 시위 발생. 도쿄 대학 점거 사태로 인해 대입 시험이 취소. 사토 에이사쿠 총리와 리처드 닉슨 미국 대통령의 회동. 류큐 제도의 일본 반환이 1972년으로 예정.
- 1970년: 일본 만국 박람회가 오사카에서 개최.
- 1971년: 엔화에 변동 환율제가 적용되면서 일본의 경제 호황이 잠시 정체.
- 1972년: 류큐 제도가 일본에 반환되면서 공식적으로 점령(1945-1972) 종식.
- 1980년: 연간 자동차 생산이 1,000만 대를 돌파하며 일본이 미국 다음으로 많은 자동차를 생산. 요미우리 자이언츠의 오 사다하루 은퇴.
- 1981년: 후쿠이 겐이치가 노벨 화학상 수상.
- 1982년: 도호쿠 신칸센이 오미야에서 모리오카까지 연결.
- 1983년: 이즈 제도의 미야케섬에서 오야마(雄山) 화산 분화. 아스카촌의 기토라 고분(キトラ古墳)에서 현무 벽화 출토. 다나카 가쿠에이에게 징역 4년 선고.
- 1984년: 제과 회사 에자키 글리코 사의 사장이 납치(グリコ・森永事件, 글리코·모리나가 사건)되어 몸값으로 1,000만 엔과 금괴 100kg을 요구당했다가 탈출, 이후 범인이 6,000만 엔(이후 1억 2,000만 엔)을 받지 못하면 회사 제품에 독극물을 넣겠다고 위협. 범인은 검거되지 않음. 1만 엔 지폐에는 후쿠자와 유키치, 5천 엔 지폐에는 니토베 이나조, 천 엔 지폐에는 나쓰메 소세키의 초상이 그려진 신권 인쇄.
- 1985년: 일본 첫 AIDS 발병 보고. 일본항공 123편이 다카마가하라 산(高天原山)에 충돌, 520명 사망 및 4명 생존으로 최악의 항공 사고로 기록.
- 1986년: 이즈오섬에서 미하라산 분화, 섬 주민 전원 대피.
- 1987년: 일본국유철도가 7개 JR로 분할 민영화되며 지방 6개사와 화물 부문으로 분할. 배우 이시하라 유지로 사망.
- 1988년: 홋카이도와 혼슈를 연결하는 세이칸 터널이 완공. 해상자위대 잠수함 나다시오(なだしお)가 어선 다이이치후지마루(第一富士丸)와 충돌.
- 1989년: 1월 7일에 쇼와 천황 붕어. 아키히토가 다음 날 황위를 계승, 새 연호 헤이세이 발표.